# Jack Simon
Pour les articles homonymes, voir Simon.
Jocelyn Edward Salis Simon (15 janvier 1911-7 mai 2006) est un Law Lord au Royaume-Uni, ayant été tour à tour avocat, officier de l'armée britannique, à nouveau avocat, homme politique du Parti conservateur, ministre du gouvernement et juge.
Il occupe trois postes ministériels au sein du gouvernement de Harold Macmillan, au cours de ses 11 années de mandat à la Chambre des communes. Il est également président de la division des successions, du divorce et de l'amirauté pendant neuf ans, et Lord Law pendant 6 ans avant sa retraite en 1977.

## Jeunesse
Simon est né à Hampstead à Londres, le fils de Claire et Frank Cecil Simon. Son père est agent de change. Il fait ses études à la Gresham's School, à Holt, Norfolk et étudie l'anglais à Trinity Hall, Cambridge. Il est élu membre honoraire du Trinity Hall en 1963. Il est admis au barreau de Middle Temple en 1934 et rejoint les chambres de Alfred Denning (plus tard Lord Denning), pratiquant principalement le droit de la famille et le droit des fiducies.
Au cours de la Seconde Guerre mondiale, il rejoint le régiment Inns of Court et est nommé officier du Royal Tank Regiment. Il commande un escadron de service spécial de trois chars Valentine du Royal Armored Corps lors de l'invasion de Madagascar en 1942 et de la campagne de six mois qui suit pour le libérer du contrôle français. Il combat avec la 36e division en Birmanie. Il est mentionné dans les dépêches et termine la guerre en tant que lieutenant-colonel.
Il retourne à la pratique juridique en 1946 et est nommé conseiller du roi en 1951. Au moment de sa mort, il est le dernier survivant à avoir été nommé à l'origine conseiller du roi.

## Carrière politique
La carrière de Simon prend ensuite un virage politique: aux élections générales de 1951 qui ramènent Winston Churchill au pouvoir, il est élu député pour la circonscription de Middlesbrough West, remportant le siège sur le Parti travailliste. Il le garde pendant 11 ans.
Malgré sa pratique du droit, il est attentif aux questions de circonscription et augmente sa majorité aux élections générales de 1955. Politiquement, il est l'un des fondateurs du groupe One Nation. Il est secrétaire parlementaire privé du procureur général, Sir Lionel Heald, pendant trois ans, puis occupe trois postes ministériels. Il est nommé sous-secrétaire d'État parlementaire au ministère de l'Intérieur en 1957. Il prend en charge le projet de loi qui est devenu la loi sur l'homicide de 1957, gagnant le respect de Rab Butler, alors Secrétaire d'État à l'Intérieur.
Un an plus tard, l'équipe ministérielle du Trésor démissionne en masse; Derick Heathcoat-Amory devient le nouveau chancelier de l'Échiquier, en remplacement de Peter Thorneycroft et Simon est promu au poste de Secrétaire financier du Trésor, en remplacement d'Enoch Powell. Simon occupe ce deuxième poste pendant un an seulement, étant nommé solliciteur général en 1959 pour remplacer Sir Harry Hylton-Foster lors de son élection à la présidence de la Chambre des communes ; pendant ce temps, Sir Reginald Manningham-Buller est procureur général. Simon est nommé chevalier, et devient conseiller privé en 1961.

## Carrière judiciaire
Simon semblait destiné à un siège au Cabinet. Cependant, après trois ans en tant que solliciteur général, il démissionne de ses fonctions et de son siège au Parlement en 1962, à la surprise générale, pour devenir juge de la Haute Cour et président de la Division des successions, divorce et amirauté, en remplacement de Boyd Merriman. Sa pratique juridique au barreau l'a parfaitement préparé à ce poste. L'année suivant son entrée en fonction, il subit une opération pour enlever une tumeur bénigne. L'opération le laisse paralysé d'un côté du visage: il a un trouble de la parole et perd également l'usage de son œil droit; il portait habituellement un cache-œil noir par la suite, ce qui lui donnait un air un peu pirate.
Il reste président de la division des successions, divorce et amirauté pendant neuf ans, jusqu'à ce qu'il soit créé un pair à vie en tant que baron Simon de Glaisdale, de Glaisdale dans la circonscription nord du comté de York le 5 février 1971 et nommé Lord of Appeal en Ordinaire. Il prend sa retraite de la fonction judiciaire en 1977, mais continue à fréquenter la Chambre des lords et s'intéresse de près à la législation.
Il siège comme crossbencher à la Chambre des lords, bien qu'il ait déjà siégé à la Chambre des communes et exercé une fonction ministérielle en tant que conservateur. Il est fermement opposé aux clauses Henry VIII. Il propose une Proposition de loi en 1981 pour réformer l'orthographe de l'anglais britannique en adoptant certaines pratiques de l'anglais américain, comme le remplacement des terminaisons «-ours» par «-ors».
Il est nommé lieutenant adjoint du North Yorkshire en 1973.

## Famille
Il épouse sa première femme, Gwendolen Evans, en 1934. Elle est décédée en 1937. Il se remarie à Fay, en 1948; ils ont trois fils. L'un d'eux, Sir Peregrine Simon, est également avocat et juge à la Haute Cour.